# 沖浜町 (福岡市)
沖浜町（おきはままち）は、福岡県福岡市博多区の町名。現行行政地名は、沖浜町。町内の港湾施設の総体としては「中央ふ頭」と呼ばれる。土地利用については、北部及び南東部において、旅客ターミナル、コンテナヤード、物流倉庫などの港湾施設が集積し、南西部において、町内のマリンメッセ福岡が、近接する福岡国際会議場（石城町）、福岡サンパレス（築港本町）及び福岡国際センター（築港本町）とともに、コンベンションセンターの大規模な集積地の一部を構成している。面積は約39ヘクタール。2022年12月末現在の人口は24人。郵便番号は812-0031。

## 地理
福岡市の中心とされる中央区天神の北側、博多区の北西端で、海に面する地域に位置する。町内全域が1937年（昭和12年）から1995年（平成7年）にかけて海面の埋立によって造成された埠頭である。南西、北西及び北東で博多湾に面して岸壁等を形成し、南東で石城町と、南西の一部で築港本町と隣接する。また南西は那珂川の河口部（港湾区域）を介して那の津（須崎ふ頭）に面し、北東は御笠川の河口部（港湾区域）を介して東浜（東浜ふ頭）に面する。

### 都市計画
都市計画に関しては、「福岡市都市計画マスタープラン」において、沖浜町を含む中央ふ頭と隣接する博多ふ頭、天神周辺、博多駅周辺を核とした一体の地域が都心部として位置付けられている。用途地域は、全域が準工業地域に指定されている。また、都市計画法及び港湾法に基づく臨港地区にも指定されている。さらに、沖浜町の一部に石城町及び築港本町の各一部を加えた区域約16.8ヘクタールの地区については、地区計画の区域として「中央ふ頭地区地区計画」が定められ、展示場、ホテル、会議場等のコンベンション関連施設の立地などにより、ウォーターフロントの交流拠点にふさわしい市街地の形成等を図ることが目標とされている。

## 歴史
中央ふ頭を含む沖浜町は1908年（明治41年頃）から1965年（昭和41年）9月10日にかけて埋立によって造成された

## 交通
交通に関しては、公共交通機関としてはバス及び船舶がある。

### 鉄道
鉄道は通っていない。最寄りの駅は福岡市交通局が運営する福岡市地下鉄箱崎線の呉服町駅であり、距離は道程で約2キロメートルである。呉服町駅附近のバス停から沖浜町（中央ふ頭、博多港国際ターミナル）へ向かうバスの便が多い。

### バス
バスについては、西日本鉄道が運営するバスが運行しており、次の停留所がある。一部の路線ではBRTも運行されている。
- マリンメッセ前
- 博多港国際ターミナル
- 中央ふ頭

### 国際航路
国際航路には、博多港（「博多港国際ターミナル」）と釜山港（大韓民国釜山市）とをつなぐ航路として、次の船舶がある。また、「中央ふ頭クルーズセンター」では国際クルーズ客船の発着がある。
- JR九州高速船「ビートル」
- 未来高速「コビー」
- カメリアライン「ニューかめりあ」
- 大亜高速海運「ドリーム号」

### 道路
主な幹線道路は次の通り。
- 臨港道路中央ふ頭1号線（福岡市道路愛称：「マリン通り」[注釈 1]）
- 臨港道路須崎東浜線（通称：「埠頭間道路」）

## 施設

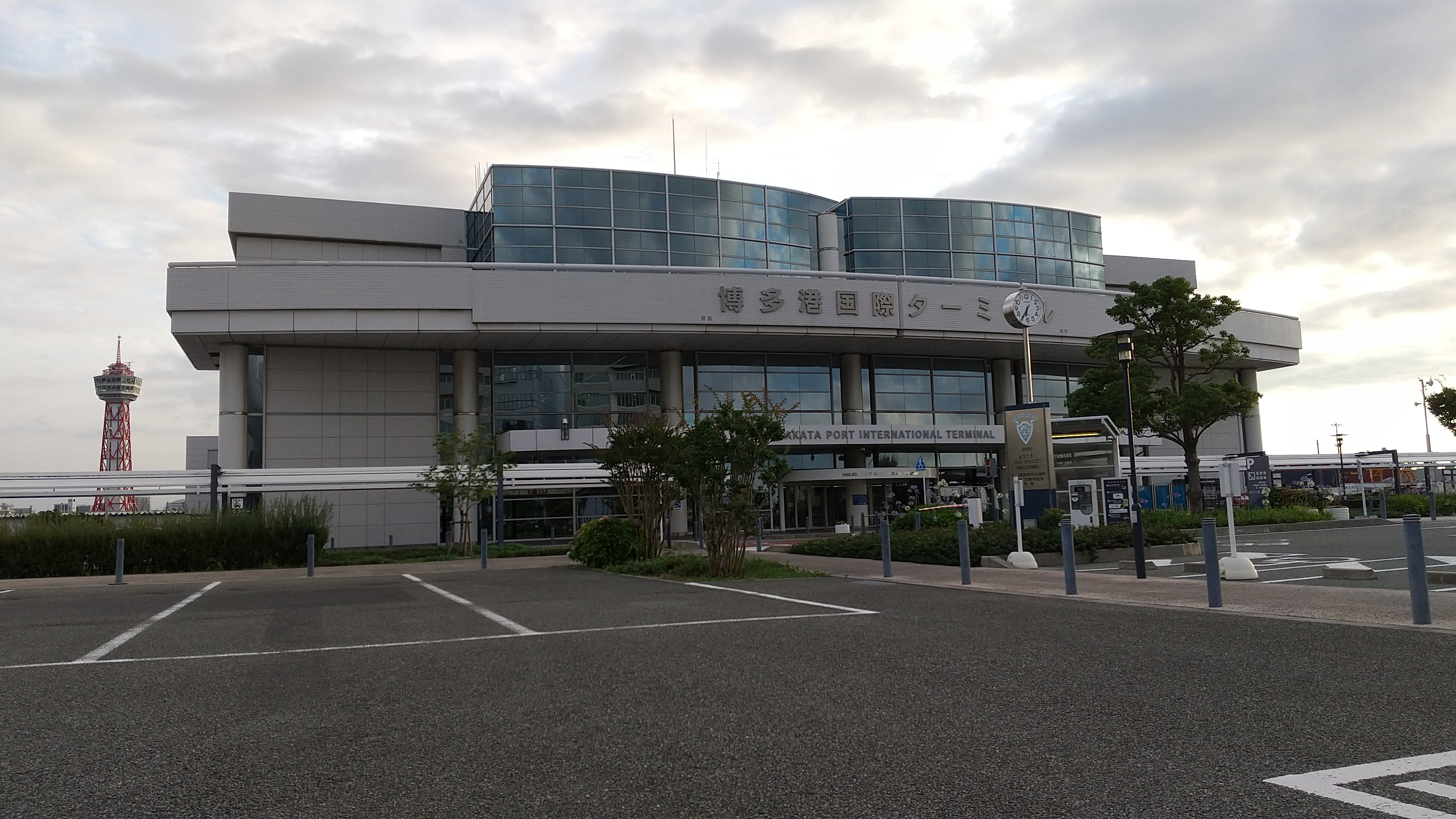
博多港国際ターミナル

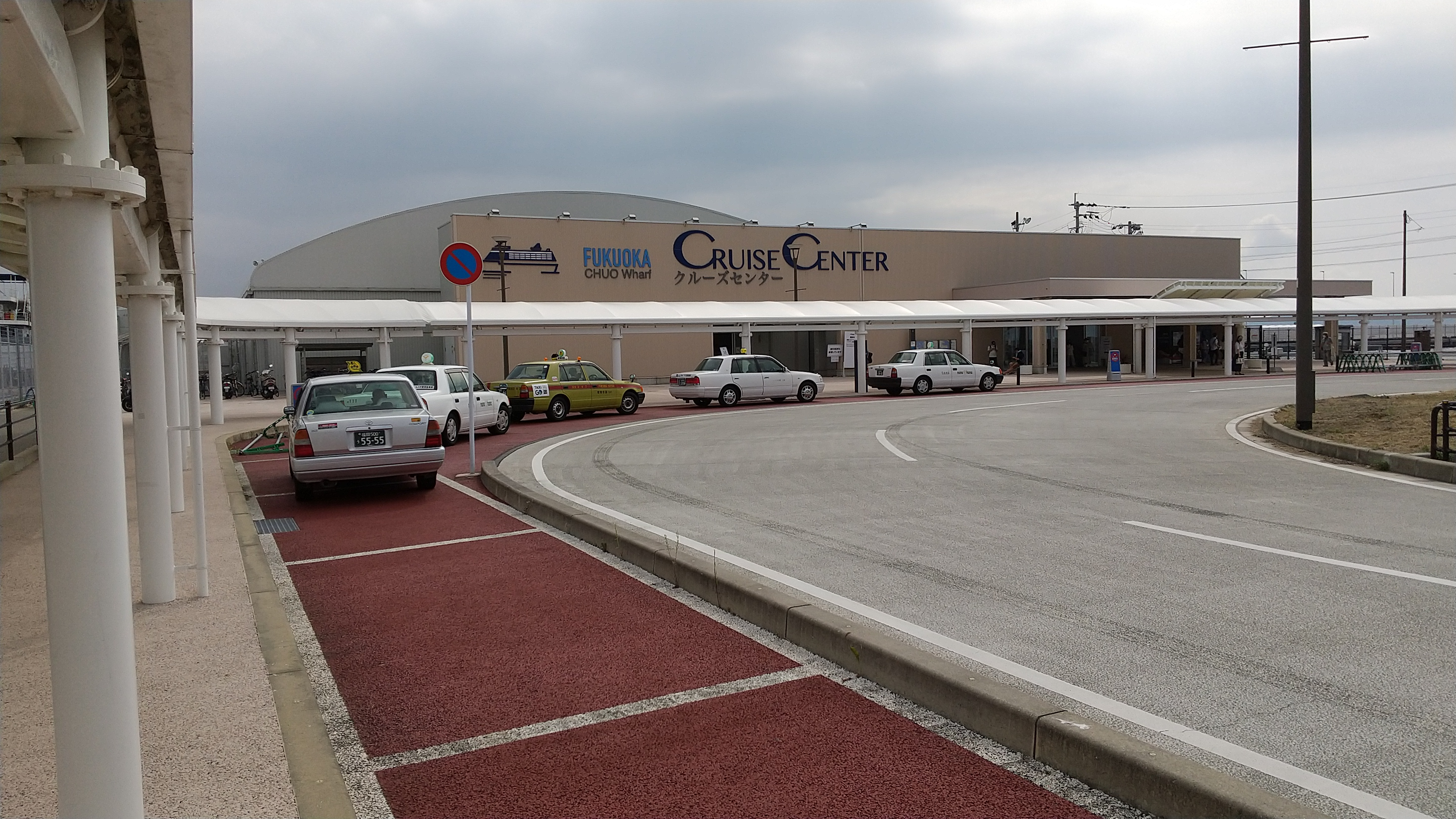
中央ふ頭クルーズセンター

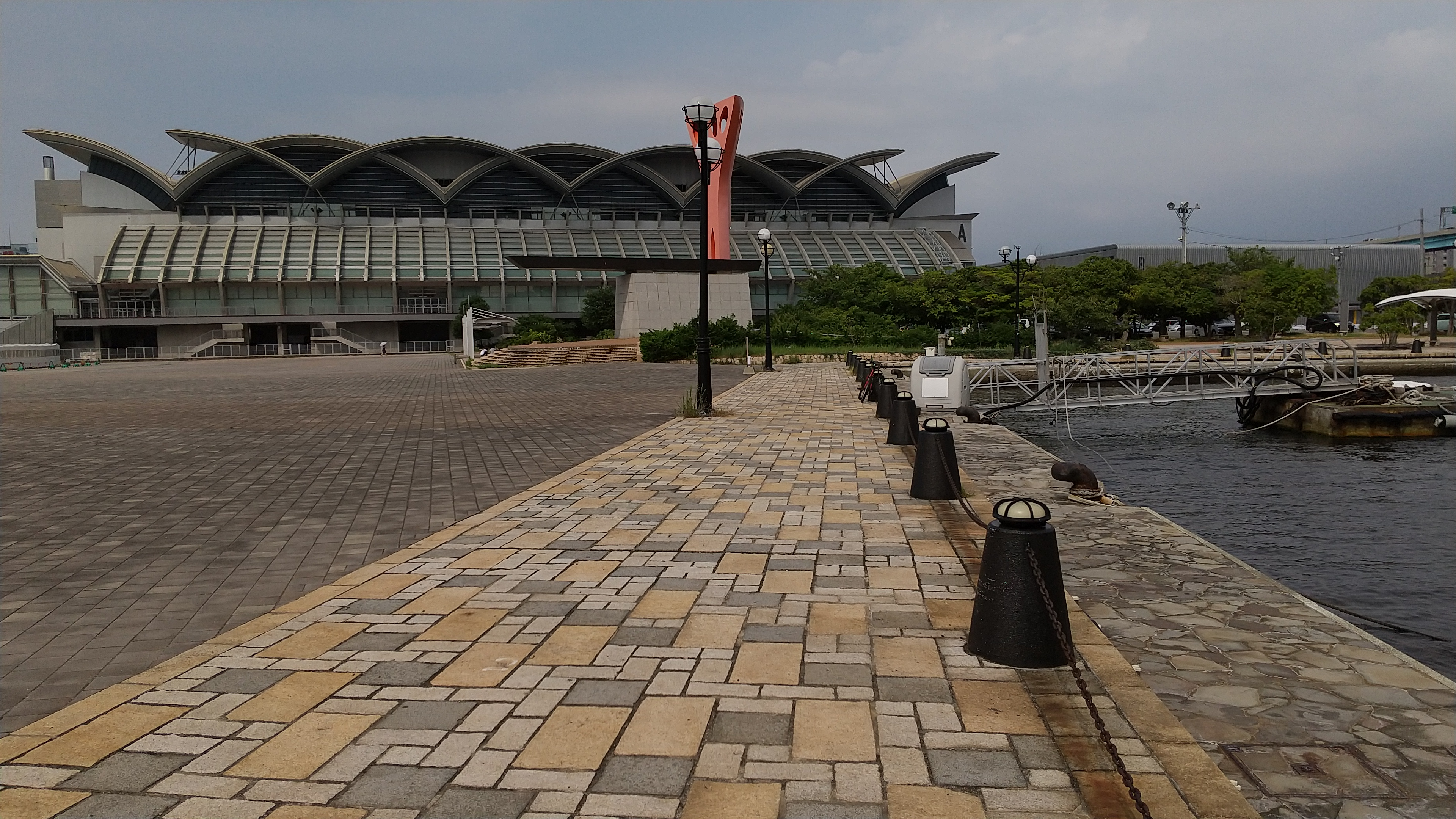
マリンメッセ福岡 (左：A館、右：B館)

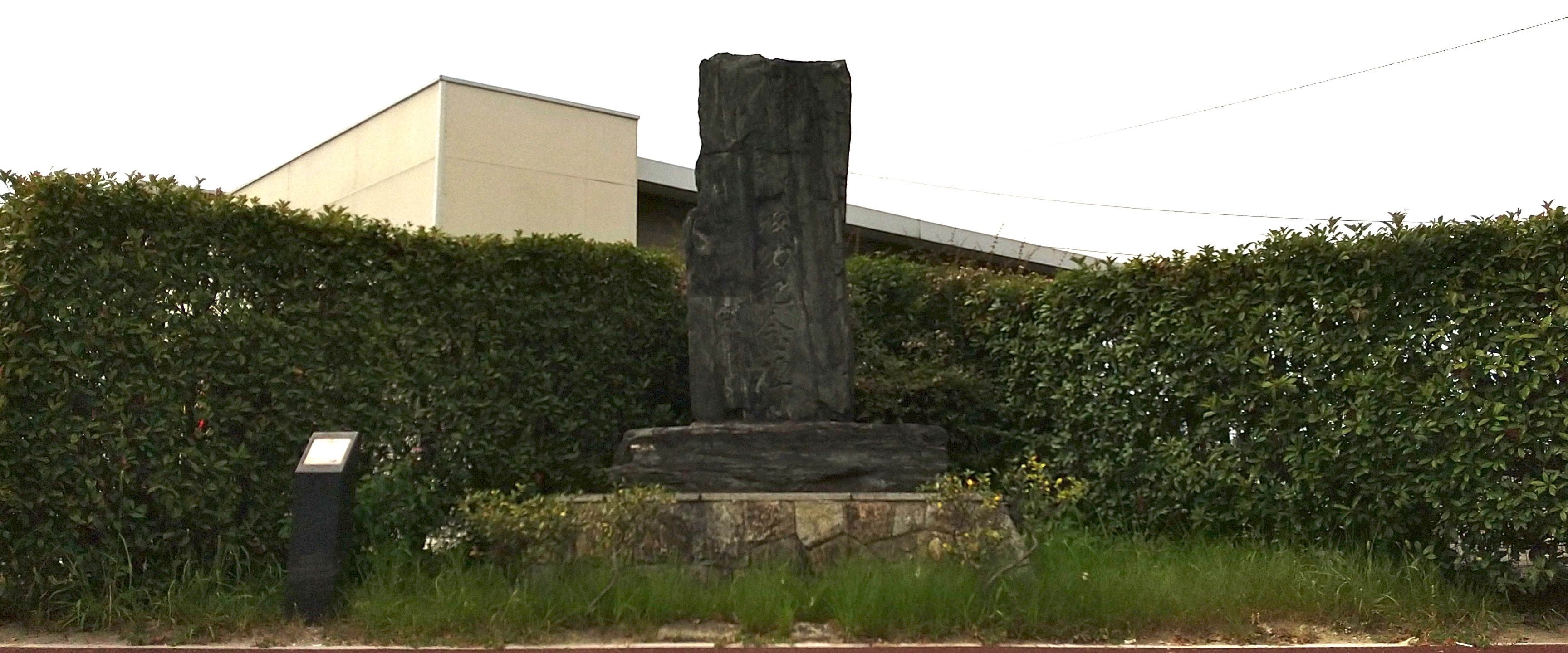
博多港修築第一期工事竣功記念碑

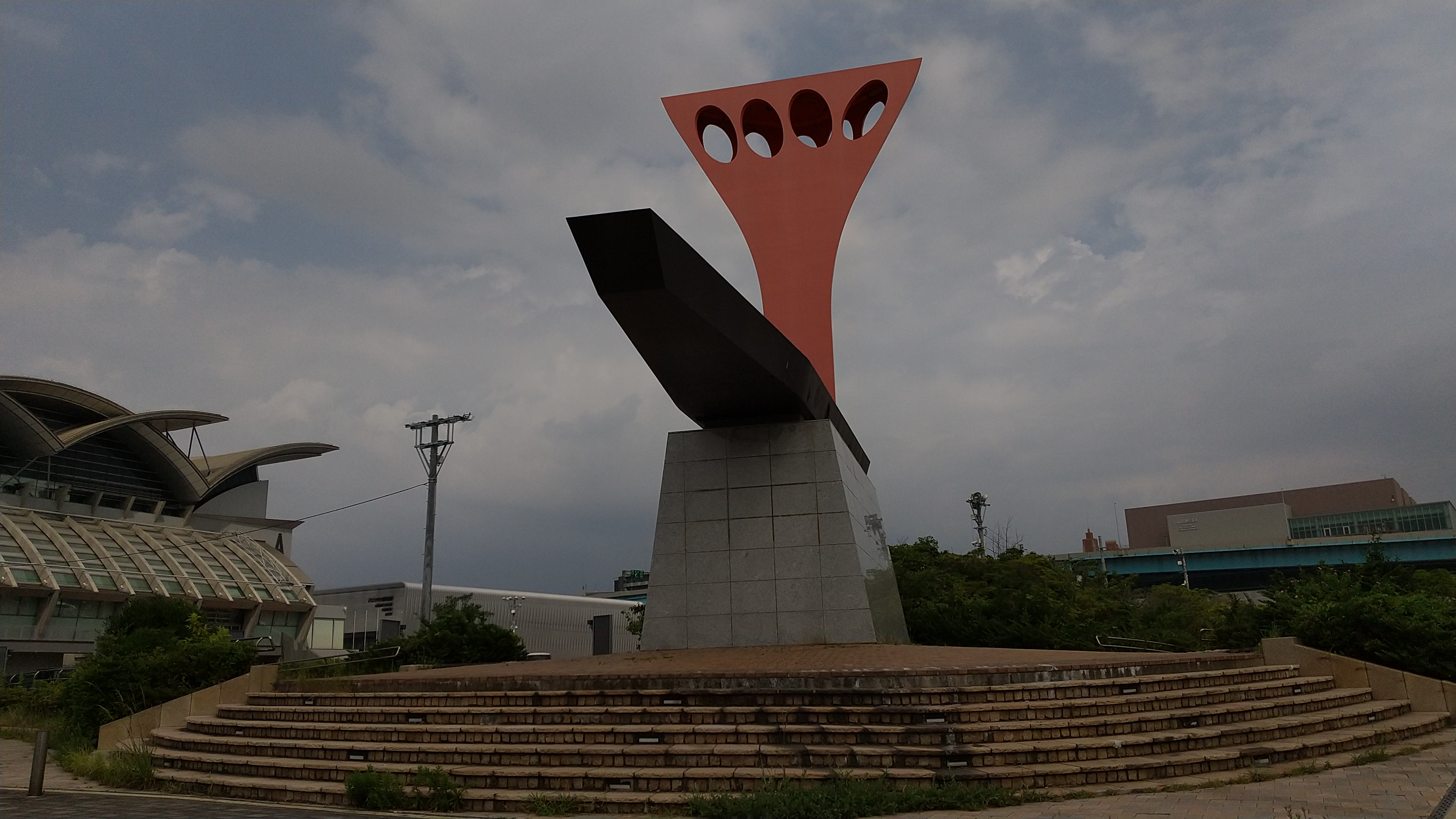
博多港引揚記念碑（那の津往還）

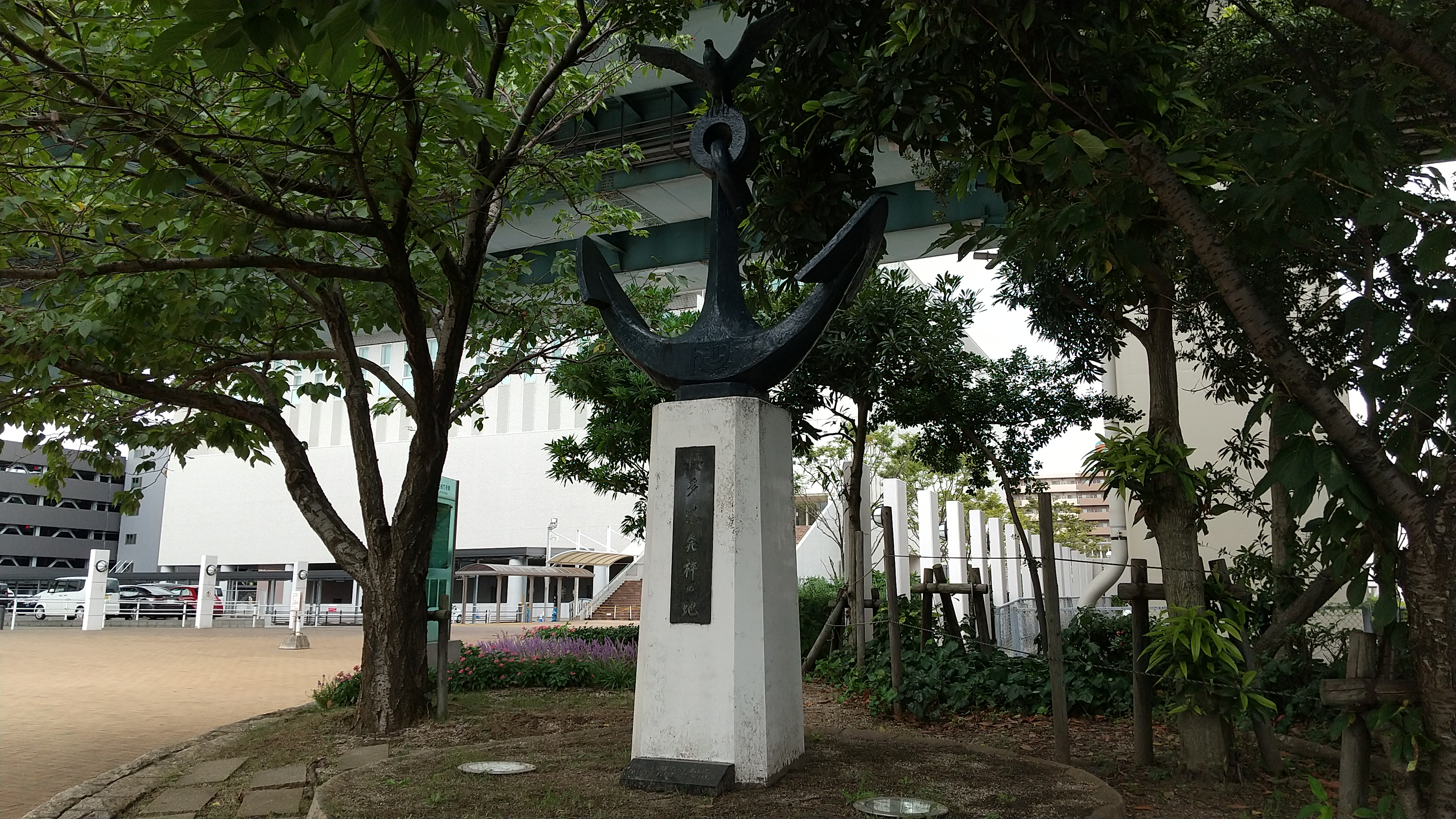
「博多港発祥の地」の記念碑

### 公共施設
- 福岡港湾合同庁舎（入所官署：法務省博多港出張所、財務省博多税関支署、厚生労働省福岡検疫所[7]、農林水産省福岡支所、動物検疫所門司支所博多出張所、水産庁九州漁業調整事務所[8]、福岡運輸支局沖浜庁舎、福岡海上保安部）
- 福岡市港湾空港局（福岡市役所の組織、博多港センタービル[9]内）
- 博多港国際ターミナル[注釈 2]
- 中央ふ頭クルーズセンター[注釈 3]
- マリンメッセ福岡（A館、B館）

### その他
- 博多港開発株式会社[10]

### 学校
町内に学校は存在しないが、校区については、小学校区、中学校区についてそれぞれ次の学校の校区に属する。
- 小学校：福岡市立博多小学校
- 中学校：福岡市立博多中学校

## 名所・旧跡
- 博多港修築第一期工事竣功記念碑[注釈 4]
- 博多港引揚記念碑（那の津往還）[12]
- 「博多港発祥の地」の記念碑[注釈 5]